# Rui Caria
Rui Caria (Nazaré, 2 de março de 1972) é um fotojornalista português, atualmente radicado nos Açores.
Iniciou sua carreira profissional na área de imagem em 1990, passando a repórter e editor de imagem da SIC Notícias em 2006. Conquistou distinção com a Câmara de Prata da Federação de Fotógrafos Europeus em 2016 e o Prémio Nacional de Portugal dos Sony World Photography Awards em 2019.

## Carreira
Caria iniciou na área de imagem em 1990, com pequenos filmes comerciais. Em 2006, tornou-se repórter e editor de imagem correspondente dos Açores para a emissora televisiva SIC Notícias.

## Reconhecimento
Em julho de 2014, três fotografias de Caria foram exibidas na Times Square, em Nova Iorque. Na ocasião, ele expressou: "penso que é sempre interessante termos o nosso trabalho reconhecido", inclusive por "estrangeiros". Em 2016, conquista a Câmara de Prata da Federação de Fotógrafos Europeus na categoria Fotografia de Reportagem, submetendo três imagens que lhe rendeu a distinção: uma sobre um incêndio florestal, outra com jogos de luzes entre chuva e a última com as ondas de Nazaré.
Já em fevereiro de 2019, vence o Prêmio Nacional de Portugal dos Sony World Photography Awards. Em sua décima segunda edição, Caria obteve a escolha dos jurados com uma fotografia tirada durante um casamento. Ele explicou como foi o momento de captura numa entrevista para a SIC Notícias:
“Quando me virei para trás para perceber de onde vinham as vozes de aflição, vi este cenário e fotografei, quase instintivamente (…) A fotografia deste pedaço do dia da Natália e do João nunca foi pensada para qualquer concurso”.— Rui Caria
Essa conquista de Caria foi amplamente divulgada, tanto na mídia portuguesa, incluindo periódicos como Observador, Público, e Diário de Notícias,, rádios como a TSF,, e vários jornais regionais, quanto na mídia internacional, incluindo os britânicos Daily Mail e The Sun.